# نارا (مدينة)

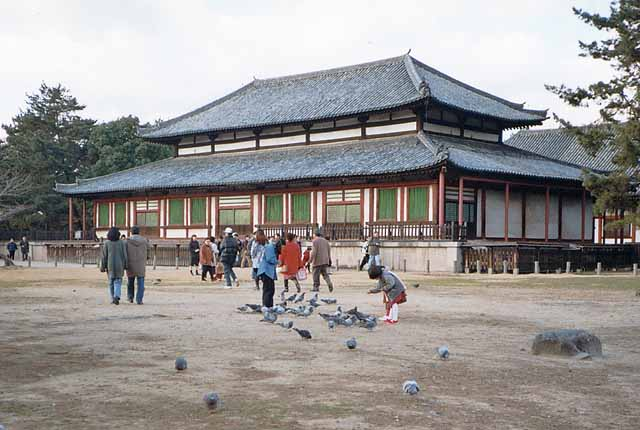
نارا.

نارا (بـاليابانية: 奈良) هي مدينة في اليابان، تقع على جزيرة «هونشو».
 عاصمة محافظة نارا ويبلغ عدد سكانها (2001) حوالي 366,397 نسمة.
كانت «نارا» أول عاصمة دائمة للـيابان (راجع: فترة نارا). ومن أهم المعالم فيها تودائي-جي، وهو أكبر وأقدم الأبنية الخشبية المحفوظة في العالم.

## التاريخ
كانت نارا عاصمة اليابان في فترة ما بين 710 إلى 748 الأمر الذي جعلها تحمل اسم «فترة نارا» كفترة من فترات التاريخ الياباني.
عُرفت معابد نارا بشكل جماعي بـ «نانتو شيشي ديجي» والتي استمرت قوية وذات هيبة حتى بعد انتقال العاصمة من نارا إلى كيوتو في عام 794 .
في عام 2010 احتفلت نارا بمرور 1300 سنة على ذكرى صعودها لتكون عاصمة الامبراطورية اليابانية.

## الطقس
| البيانات المناخية لـ{{{location}}}                  | البيانات المناخية لـ{{{location}}} | البيانات المناخية لـ{{{location}}} | البيانات المناخية لـ{{{location}}} | البيانات المناخية لـ{{{location}}} | البيانات المناخية لـ{{{location}}} | البيانات المناخية لـ{{{location}}} | البيانات المناخية لـ{{{location}}} | البيانات المناخية لـ{{{location}}} | البيانات المناخية لـ{{{location}}} | البيانات المناخية لـ{{{location}}} | البيانات المناخية لـ{{{location}}} | البيانات المناخية لـ{{{location}}} | البيانات المناخية لـ{{{location}}} |
| الشهر                                               | يناير                              | فبراير                             | مارس                               | أبريل                              | مايو                               | يونيو                              | يوليو                              | أغسطس                              | سبتمبر                             | أكتوبر                             | نوفمبر                             | ديسمبر                             | المعدل السنوي                      |
| --------------------------------------------------- | ---------------------------------- | ---------------------------------- | ---------------------------------- | ---------------------------------- | ---------------------------------- | ---------------------------------- | ---------------------------------- | ---------------------------------- | ---------------------------------- | ---------------------------------- | ---------------------------------- | ---------------------------------- | ---------------------------------- |
| الدرجة القصوى °م (°ف)                               | 18.9 (66.0)                        | 23.9 (75.0)                        | 25.9 (78.6)                        | 30.5 (86.9)                        | 32.7 (90.9)                        | 35.8 (96.4)                        | 37.3 (99.1)                        | 39.3 (102.7)                       | 36.9 (98.4)                        | 32.0 (89.6)                        | 26.8 (80.2)                        | 21.7 (71.1)                        | 39.3 (102.7)                       |
| متوسط درجة الحرارة الكبرى °م (°ف)                   | 8.7 (47.7)                         | 9.6 (49.3)                         | 13.4 (56.1)                        | 19.8 (67.6)                        | 24.1 (75.4)                        | 27.2 (81.0)                        | 30.8 (87.4)                        | 32.6 (90.7)                        | 28.2 (82.8)                        | 22.2 (72.0)                        | 16.5 (61.7)                        | 11.4 (52.5)                        | 20.4 (68.7)                        |
| متوسط درجة الحرارة الصغرى °م (°ف)                   | −0.2 (31.6)                        | −0.1 (31.8)                        | 2.3 (36.1)                         | 7.4 (45.3)                         | 12.5 (54.5)                        | 17.5 (63.5)                        | 21.8 (71.2)                        | 22.6 (72.7)                        | 18.8 (65.8)                        | 12.1 (53.8)                        | 6.4 (43.5)                         | 1.9 (35.4)                         | 10.3 (50.5)                        |
| أدنى درجة حرارة °م (°ف)                             | −7.0 (19.4)                        | −7.8 (18.0)                        | −5.0 (23.0)                        | −2.4 (27.7)                        | 1.4 (34.5)                         | 7.3 (45.1)                         | 12.2 (54.0)                        | 12.8 (55.0)                        | 7.7 (45.9)                         | 2.3 (36.1)                         | −2.6 (27.3)                        | −6.6 (20.1)                        | −7.8 (18.0)                        |
| الهطول مم (إنش)                                     | 49.6 (1.95)                        | 63.3 (2.49)                        | 103.2 (4.06)                       | 97.7 (3.85)                        | 143.5 (5.65)                       | 188.8 (7.43)                       | 165.1 (6.50)                       | 111.8 (4.40)                       | 163.3 (6.43)                       | 111.1 (4.37)                       | 71.4 (2.81)                        | 47.3 (1.86)                        | 1٬316٫1 (51.8)                     |
| متوسط تساقط الثلوج سم (إنش)                         | 2 (0.8)                            | 4 (1.6)                            | 1 (0.4)                            | 0 (0)                              | 0 (0)                              | 0 (0)                              | 0 (0)                              | 0 (0)                              | 0 (0)                              | 0 (0)                              | 0 (0)                              | 1 (0.4)                            | 8 (3.1)                            |
| متوسط أيام هطول الأمطار (≥ 0.5 mm)                  | 7.9                                | 7.9                                | 12.3                               | 10.6                               | 11.3                               | 12.9                               | 11.8                               | 8.6                                | 11.5                               | 9.8                                | 8.3                                | 7.7                                | 120.6                              |
| متوسط الأيام المثلجة                                | 1.4                                | 1.9                                | 0.8                                | 0.0                                | 0.0                                | 0.0                                | 0.0                                | 0.0                                | 0.0                                | 0.0                                | 0.0                                | 0.7                                | 4.8                                |
| متوسط الرطوبة النسبية (%)                           | 69                                 | 69                                 | 68                                 | 65                                 | 69                                 | 75                                 | 77                                 | 74                                 | 77                                 | 77                                 | 76                                 | 72                                 | 72                                 |
| ساعات سطوع الشمس الشهرية                            | 116.7                              | 115.5                              | 147.4                              | 180.3                              | 184.8                              | 143.5                              | 162.7                              | 205.4                              | 150.3                              | 154.5                              | 134.5                              | 127.3                              | 1٬822٫9                            |
| المصدر #1: وكالة الأرصاد الجوية اليابانية           |                                    |                                    |                                    |                                    |                                    |                                    |                                    |                                    |                                    |                                    |                                    |                                    |                                    |
| المصدر #2: وكالة الأرصاد الجوية اليابانية (records) |                                    |                                    |                                    |                                    |                                    |                                    |                                    |                                    |                                    |                                    |                                    |                                    |                                    |

## توأمة
لنارا (نارا) اتفاقيات توأمة مع كل من:
- فرساي
- كانبرا
- غيونغجو (15 أبريل 1970 -)
- طليطلة
- شيان
- يانغتشو

## أعلام
- الإمبراطورة غينشو
- الإمبراطور شومو
- الإمبراطور إيتوكو
- أتسكو تاناكا
- الإمبراطور كوريه
- ناوكي ماتسويو
- هيرويوكي آبي
- الإمبراطور كوشو
- الإمبراطور أنيي